# Torbeevo
Torbeevo (in russo Торбеево?; in lingua mokša: Тарбей) è un insediamento operaio (рабочий посёлок) della Repubblica di Mordovia, Russia. È il centro amministrativo del distretto Torbeevskij.
È situato a 171 km dalla capitale Saransk.